# Hollola
Hollola este o comună din Finlanda.